# Bronisław Bebel
Bronisław Bebel (ur. 16 maja 1949 w Noyelles-sous-Lens we Francji) – polski siatkarz, medalista mistrzostw Europy (1977), mistrz olimpijski z Montrealu (1976).

## Życiorys
Absolwent technikum budowlanego. Zawodnik Chełmca Wałbrzych, później Resovii i Hutnika Nowa Huta oraz klubów francuskich: AS Grenoble i Spacer’s de Toulouse.
Największe sukcesy klubowe odniósł w barwach Resovii zdobywając 4 tytuły mistrza Polski (1971, 1972, 1974, 1975), Puchar Polski (1975) oraz 2. miejsce w finale PEMK (1972/73) i 3. miejsce w finale PEZP.
Był ponadto 3-krotnym wicemistrzem Polski: 1973 (Resovia), 1978, 1979 (Hutnik Nowa Huta) oraz 2-krotnym brązowym medalistą MP 1970, 1971 (Resovia). W barwach AS Grenoble jako grający trener wystąpił w finale PEZP (1982), zajmując 4. miejsce.
199-krotny reprezentant kraju (1968-1978). Dwukrotny olimpijczyk: Monachium (1972) – 9. miejsce, oraz Montreal (1976) – złoty medal. Srebrny medalista ME z Helsinek (1977), uczestnik MŚ 1978 w Rzymie (8. miejsce) i ME 1971 w Mediolanie (6. miejsce). 3-krotnie brał udział w Pucharze Świata: 1969 w Lipsku (8. miejsce), 1973 w Pradze (2. miejsce) i 1977 w Tokio (4. miejsce).
11 września 1971 w Rzeszowie zawarł związek małżeński z Jolantą Rzymowską, florecistką.

## Odznaczenia
Odznaczony m.in. złotym i srebrnym Medalem za Wybitne Osiągnięcia Sportowe oraz Złotym Krzyżem Zasługi.
10 lipca 2021 wicepremier Jarosław Gowin podczas 18 Memoriał Huberta Jerzego Wagnera wręczył kadrowiczom drużyny Huberta Wagnera Medal 100-lecia Odzyskania Niepodległości